# الرابطة البرلمانية 2015–16
الرابطة البرلمانية 2015–16 (بالإنجليزية: 2015–16 Isthmian League)‏ هو موسم من دوري إسثميان، وهو دوري للأندية شبه المحترفة في إنجلترا، كان عدد الأندية المشاركة فيه 67، وفاز فيه هامبتون أند ريتشموند بورو.